# Sings Evergreens
Sings Evergreens è una raccolta della cantante pop francese Amanda Lear, pubblicata nel Dicembre 2005 dall'etichetta discografica Dance Street (un'etichetta minore della Siebenpunkts Verlags Gmbh/ZYX Music/Mint Records).
Con l'eccezione di Dreamer (South Pacific) dell'album Never Trust a Pretty Face, versione più corta, di circa due minuti, Sings Evergreens contiene canzoni cover registrate tra il 1977 e il 2001, con l'aggiunta del singolo Copacabana del 2005 e il duetto di I'll Miss You con il cantante Manuel Sanchez dal suo album Ambitious.

## Tracce
CD (LaserLight 21 010)
1. "Copacabana (At the Copa)" - 4:14
2. "Fever" - 3:36
3. "Hier Encore (Yesterday When I Was Young)" - 3:51
4. "The Look of Love" - 4:00
5. "Love Boat" - 3:12
6. "Blue Tango" - 2:45
7. "I'll Miss You" (Duetto con Manuel Sanchez)  - 3:40
8. "C'est Si Bon" - 3:00
9. "Just A Gigolo" - 2:15
10. "These Boots Are Made For Walking" - 4:26
11. "Lili Marlene" (2001) - 3:48
12. "Dreamer (South Pacific)" - 3:04